# Nazionale maschile di pallanuoto dell'India
La nazionale di pallanuoto maschile dell'India è la rappresentativa nazionale indiana nelle competizioni internazionali maschili di pallanuoto. La federazione a cui fa a capo è la Swimming Federation of India.
Gli indiani hanno conquistato un oro, un argento ed un bronzo in occasione dei Giochi asiatici ed hanno preso parte a due olimpiadi.

## Risultati
Olimpiadi
- 1948 9º
- 1952 21º

Giochi asiatici
- 1951:  Oro
- 1970  Argento
- 1974 6º
- 1982  Bronzo
- 1986 6º posto

## Formazioni
Giochi olimpici - Londra 1948Seal • Sa. Chatterjee • Su. Chatterjee • Murarji • D. Das • J. Das • Nag • Mansoor • Ahir • Chatterjee • Mitra, CT: -
Giochi olimpici - Helsinki 1952Basak • Sopher • Ke. Shah • Mansoor • Saha • Nag • Ka. Shah • Barman • Naigamwalla • Chandnani • Bharucha • Chatterjee, CT: -